# Barrage de Revelstoke
Le barrage de Revelstoke (anglais : Revelstoke Dam) est un barrage hydroélectrique sur le fleuve Columbia, situé près de Revelstoke en Colombie-Britannique, au Canada. Mis en service en 1984, il dispose d'une puissance installée de 2 480 MW, ce qui en fait le troisième barrage hydroélectrique le plus important de Colombie-Britannique derrière le barrage Mica et le barrage W. A. C. Bennett. 
Le barrage de Revelstoke est détenu et exploité par la société de la Couronne BC Hydro.  

## Caractéristiques

### Barrage
Le barrage de Revelstoke est un barrage-poids en remblai de terre et en béton. 2 millions de m3 de béton et 14 millions de m3 de remblai ont nécessaires à sa construction. Il est haut de 175 m et long de 470 m. Son épaisseur atteint 126 m à la base et 9 m au sommet.

### Lac de retenue
Le barrage a donné naissance au Lac Revelstoke, long de 130 km et large de 1,2 km à son maximum. Occupant 114,5 km² pour un volume de 1,8 km3, il s'agit d'un des plus grands lacs artificiels de la province,. En période de fonctionnement normal du barrage, le niveau du lac ne varie que dans un intervalle de 1 m 50, proche du niveau maximal, pour maximiser la hauteur de chute en tout temps.

### Centrale hydroélectrique

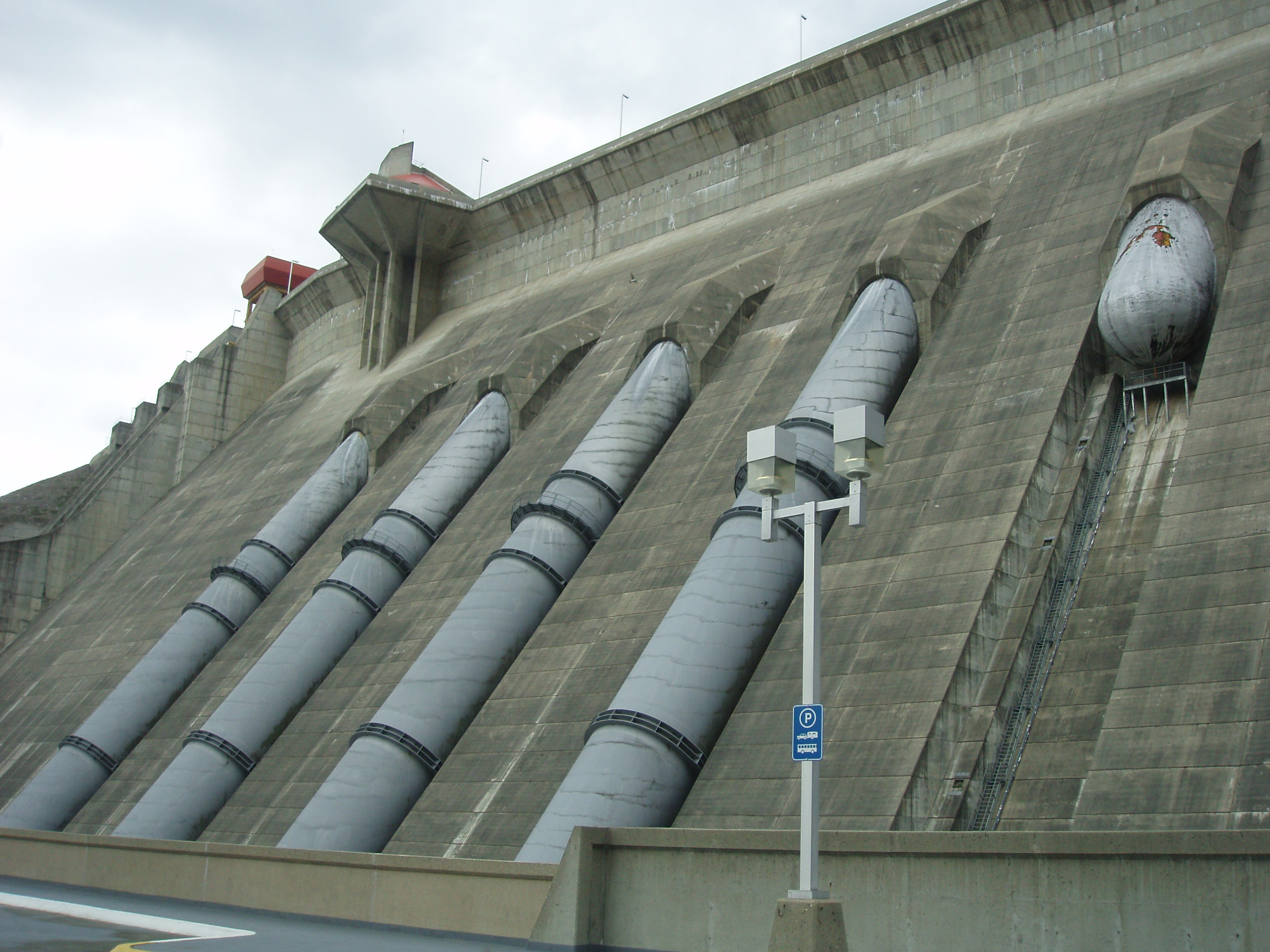
Les conduites forcées alimentant les turbines (au nombre de 4 au moment de la photo)

La centrale hydroélectrique, située au pied du barrage, est longue de 213 m, pour une largeur de 50 m et une hauteur de 60 m.
Le barrage était initialement équipé de quatre turbines Francis, totalisant une puissance installée de 1 980 MW. En 2011, BC Hydro a procédé à l'ajout d'une cinquième turbine de 500 MW, pour un coût environnant 240 millions de dollars canadiens, portant sa puissance installée à 2 480 MW. Chaque turbine est alimentée par une conduite forcée de 8 m de diamètre, située en surface du barrage.
Sa production électrique annuelle est estimée à 7 817 GWh/an, soit 15% de la production totale de BC Hydro.

### Projet d'extension
BC Hydro projette une nouvelle extension de la centrale hydroélectrique de Revelstoke, avec l'installation prévue d'une sixième turbine de 500 MW. L'objectif est de pouvoir augmenter ponctuellement la production électrique lors des pointes de consommation.
Comme pour la précédente extension, les travaux devraient être relativement aisés et peu coûteux, car le barrage a été conçu pour pouvoir accueillir jusqu'à 6 turbines dès son origine. Le temps de construction est estimé à trois ans, mais la date du lancement des travaux reste inconnue en 2020.

## Impact environnemental
La vallée du Columbia en amont du barrage était historiquement dominée par la forêt. Le remplissage du lac de barrage de Revelstoke a causé la destruction irrémédiable de nombreux écosystèmes. Parmi eux, 4 500 hectares de ripisylve et de zones humides, 4 200 hectares de végétation d'altitude et 2 700 hectares de rivière ont été perdus. La productivité primaire sur la zone inondée a été divisée par 84.

BC Hydro estime en revanche que les chantiers d'ajouts de turbines à la centrale hydroélectrique ont un impact environnemental faible.

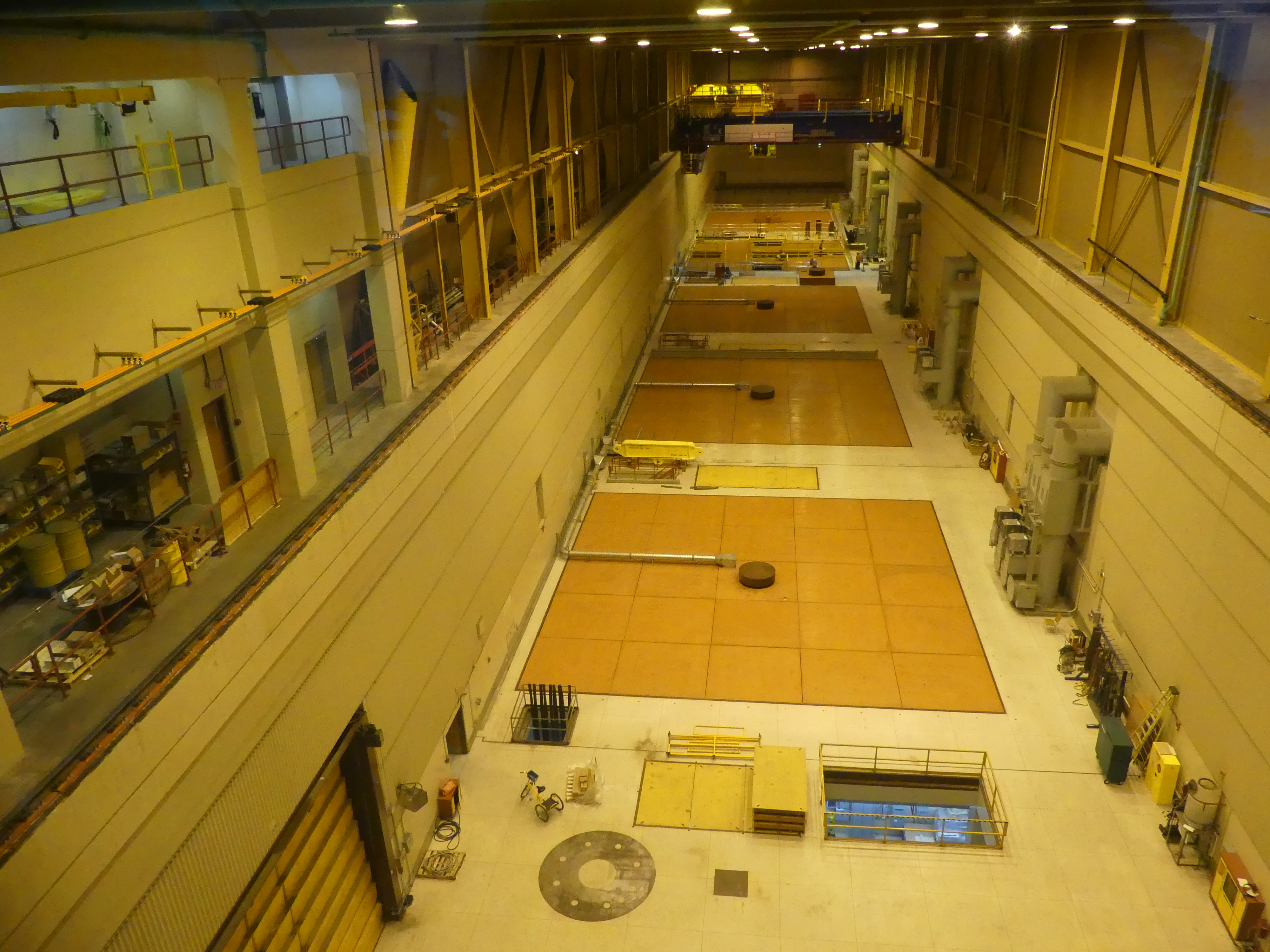
Salle des machines de la centrale